# Eliza Jumel

Eliza Jumel (19. Jahrhundert)

Eliza Bowen Jumel (* 2. April 1775 in Providence als Elizabeth „Betsy“ Bowen; † 16. Juli 1865 in New York City) war eine US-amerikanische Person des öffentlichen Lebens (socialite), die von 1833 bis 1836 mit dem früheren US-Vizepräsidenten Aaron Burr verheiratet war und so zu besonderer Bekanntheit kam. Während ihrer ersten Ehe mit dem Kaufmann Stephen Jumel machte sie sich ferner als Kunstsammlerin einen Namen.

## Leben

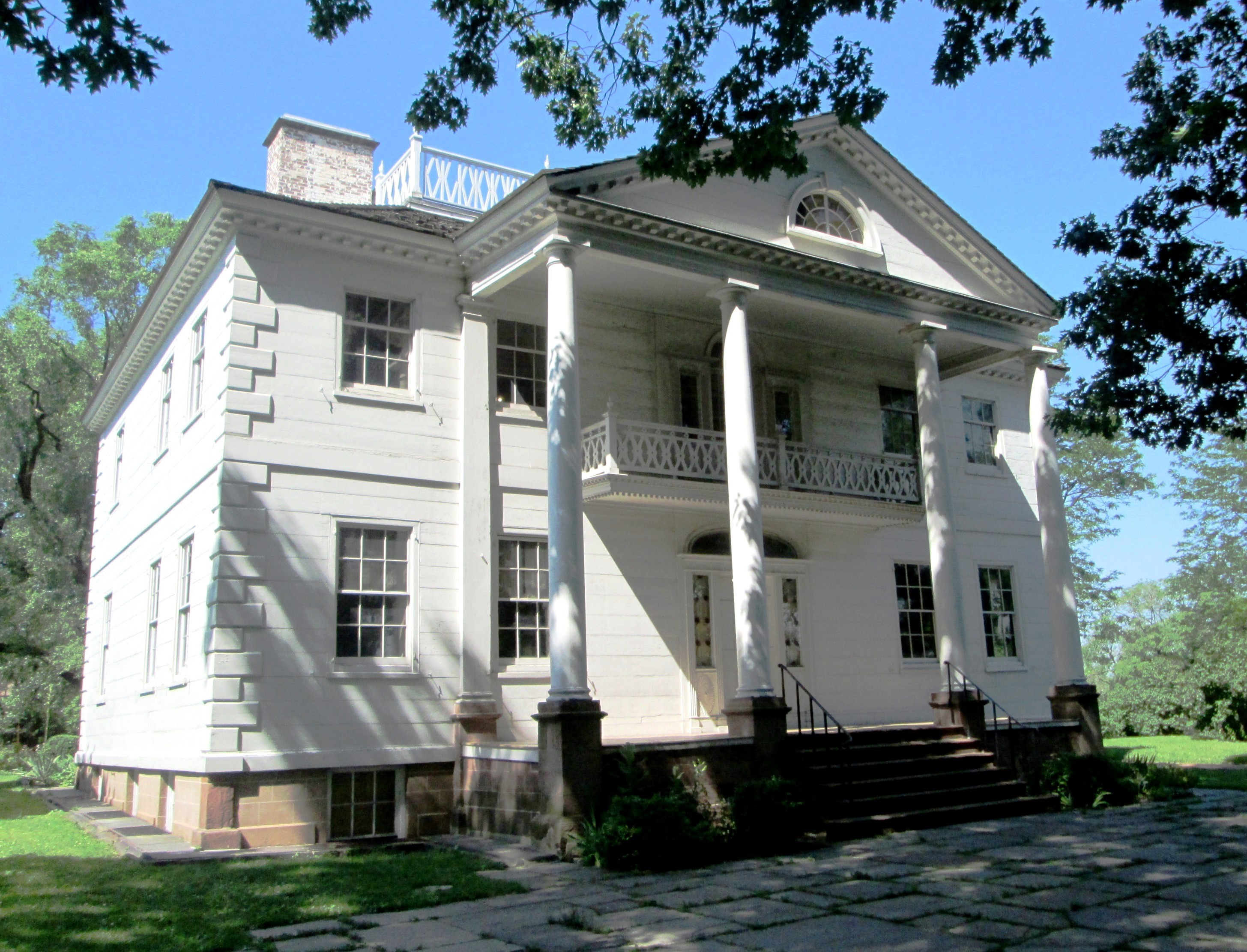
Die Morris-Jumel Mansion (2014)

Elizabeth „Betsy“ Bowen kam am 2. April 1775, wenige Tage vor Beginn des Amerikanischen Unabhängigkeitskriegs in Providence in der damaligen britischen Colony of Rhode Island and Providence Plantations zur Welt. Ihr Vater, der Vagabund und Seeman John Bowen, verschwand einige Jahre nach ihrer Geburt aus ihrem Leben, ihre Mutter Phebe Kelley wirkte als Prostituierte. Über Betsy Bowens Kindheit, Jugend und frühe Erwachsenenjahre ist wenig bekannt; zugleich setzte sie noch zu Lebzeiten diverse Gerüchte und Unwahrheiten über diese Zeit in die Welt. Für einige Zeit verdiente sie sich ihren Lebensunterhalt als Schauspielerin. Wohl zu dieser Zeit nahm sie den Vornamen „Eliza“ an. Etwa um die Jahrhundertwende kam sie in Kontakt mit dem französischstämmigen, wohlhabenden New Yorker Weinhändler Stephen Jumel (1755–1832), den sie 1804 heiratete. Das Ehepaar bewohnte das heute als Morris-Jumel Mansion bekannte Anwesen von Roger Morris in Washington Heights im Norden von Manhattan, New York City, wo das Ehepaar Eliza Jumels Nichte Mary Eliza adoptierte und großzog. Wenngleich sie durch die Heirat von einfachen Verhältnissen in die Oberschicht aufgestiegen war, wurde sie in der feinen Gesellschaft nur bedingt akzeptiert.
Im Sommer 1815 verlagerte die Familie Jumel seinen Lebensmittelpunkt nach Paris, wo Stephen und Eliza Jumel bald Eheprobleme entwickelten. Nach einem Jahr kehrte Eliza Jumel daher gemeinsam mit ihrer Adoptivtochter nach New York City zurück und bezog wieder die Morris-Jumel Mansion. In Paris hatte sich Jumel in den Kreisen der französischen Aristokratie und der Anhänger Napoleon Bonapartes bewegt, was ihr ermöglichte, sich als Kunstsammlerin bedeutender europäischer Gemälde zu betätigen. Aus Paris brachte Jumel somit eine Sammlung von 229 Gemälden Alter Meister mit, die sie offenbar zumindest in Teilen aus dem Besitz des Kardinals und Napoleon-Vertrauten Joseph Fesch erworben hatte. Eine wahrscheinliche weitere Quelle war die Gräfin Marcelle Tascher de la Pagerie, mit der Jumel in Paris engen Kontakt gepflegt hatte. In jedem Falle war Jumel wohl die erste Frau in den Vereinigten Staaten, die sich in bedeutendem Maße als Sammlerin herausragender Gemälde hervor tat. Im Gegensatz zu den meisten anderen zeitgenössischen Kunstsammlern verfolgte Jumel keine (kunst)wissenschaftliche Motivation oder betrieb Kunstpatronage, sondern legte ihre Sammlung auf Basis ästhetischer Überlegungen an. 1817 zeigte die American Academy of the Fine Arts in New York City in einer Sonderausstellung gut die Hälfte ihrer Sammlung. Privat stellte sie ihre Sammlung in der Morris-Jumel Mansion aus. 1821 verkaufte sie ihre Sammlung, als sich das Ehepaar Jumel wieder versöhnte und Eliza Jumel zurück nach Paris ging.
Bald durch finanzielle Probleme geplagt, kehrte Eliza Jumel 1826 wieder nach New York City zurück, um ausgestattet mit einer Vollmacht einige Besitztümer ihres Ehemannes zu verkaufen. Anstatt das Geld nach Frankreich zu senden, finanzierte sich Jumel allerdings auf diese Weise einen teuren Lebensstil in New York. Stephen Jumel kehrte 1828 nach New York City zurück, wo er vier Jahre später verstarb. Seinen Nachlass kontrollierte Eliza Jumel, die sich so weiter ihren Lebensstil finanzieren konnte. Wenig später traf sie den Juristen und früheren US-Vizepräsidenten Aaron Burr (1756–1836), den sie nach kurzer Zeit im Sommer 1833 heiratete. Bald machte es jedoch den Anschein, dass Burr sehr vom Reichtum seiner Ehefrau profitierte, was die Ehe der beiden schnell zerrüttete. Nach der Trennung reichte Jumel die Scheidung ein, wofür sie ironischerweise den Juristen Alexander Hamilton Jr. beauftragte, den Sohn des dreißig Jahre zuvor in einem Duell mit Burr ums Leben gekommenen Staatsmannes Alexander Hamilton. Dem Scheidungstrag wurde am 14. September 1836 stattgegeben; am gleichen Tag verstarb Aaron Burr. In den nächsten Jahren lebte Jumel in ihrem New Yorker Anwesen und in einem Sommerhaus in Saratoga Springs. Dort erwarb sie ein Theater. Ihren Lebensabend verbrachte sie zurückgezogen in ihrem New Yorker Anwesen, hauptsächlich umgeben von ihrer Adoptivtochter und deren Familie. Jumel starb im Alter von 90 Jahren im Sommer 1865 in New York City.
Nach ihrem Tod wurde Jumel zu einer Art sagenumwobenen Figur in der US-Geschichtsschreibung. Bereits in einem Nachruf behauptete die New York Times wahrheitswidrig, dass Jumel die in Frankreich geborene Tochter einer englischen Aristokratin gewesen sei und der Amtseinführung von George Washington 1789 beigewohnt hatte. Weiterer Stoff für die Legendenspinnung ergab sich aus einen langjährigen Gerichtsprozess zwischen den testamentarischen Erben von Stephen Jumel und den Erben von Eliza Jumel, der darauf beruhte, dass Eliza Jumel nach dem Tod ihres ersten Ehemannes nie dessen rechtmäßige Erben von seinem Ableben in Kenntnis gesetzt hatte, geschweige denn ihnen die entsprechenden Anteile des Erbes zukommen ließ. In den Prozess mischte sich zusätzlich noch ein Mann namens George Washington Bowen ein, der insistierend behauptete, der illegitime Sohn von Eliza Jumel aus einer Beziehung mit George Washington gewesen zu sein. In späteren Jahren wurde Jumel hauptsächlich mit Aaron Burr in Verbindung gebracht, nicht zuletzt in Gore Vidals Roman Burr, in dem Jumel als „groteske Figur und unheilbare Fantastin“, wenngleich „trotzdem relativ sympathische“ Figur porträtiert wurde. Einige andere Schriftsteller wie Leonard Falkner (Painted Lady, 1962), Basil Beyea (The Golden Mistress, 1978) oder Marianne Hancock (Madame of the Heights, 1998) verarbeiteten unmittelbar das Leben Jumels. Erst 2017 legte Margaret A. Oppenheimer eine umfassende geschichtswissenschaftliche Biografie Jumels vor.